# Sebastián Raval
Sebastián Raval (né à Carthagène vers 1550 – mort à Palerme en 1604) est un compositeur espagnol.

## Biographie
Né à Carthagène vers 1550, il a servi comme soldat dans l'armée espagnole en Flandre et en Sicile. Après avoir été blessé au Siège de Maastricht (1579), il a pris les habits de l'ordre de Saint-Jean de Jérusalem.
Il s'installa en Italie, où il travailla comme musicien dans les cours de François Marie Ier della Rovere à Urbino, du vice-roi de Sicile Bernardino di Cardine et des cardinaux Perreti et Colonna à Rome.
À Rome, il s'est autoproclamé « meilleur musicien du monde » et à cause de cette déclaration il s'est vu proposé un défi musical de la part de Giovanni Maria Nanino et, peu après, de la part de Francesco Soriano. Le jury, constitué d'experts en musique, déclara vainqueurs les rivaux de Sebastián Raval dans les deux cas.
Le 28 avril 1595, il a été nommé au poste de maître de musique de la chapelle des vice-rois espagnols à Palerme.
En Sicile, il dut affronter à nouveau Achille Falcone dans un duel musical lors duquel il a été à nouveau battu, bien qu'après avoir fait appel de la décision du jury, il ait été déclaré vainqueur. Après la mort d'Achille Falcone en 1600, Antonio Falcone, père d'Achille, dans le but de laver l'honneur professionnel de son fils, a publié tous les détails du duel musical, en incluant dans cette publication toutes les partitions imprimées qui avaient été prises en compte pour le jugement, et où on trouvait des œuvres de polyphonie religieuse : canons et motets, ainsi que des madrigaux, et des ricercares. Cette édition des œuvres de Falcone et Raval est disponible aujourd'hui dans une édition contemporaine.
Sebastián Raval est mort à Palerme en 1604.
En 2004, la municipalité de Carthagène, sa cité natale, a rendu hommage à ce compositeur par un concert souvenir de son œuvre à l'occasion du IVe centenaire de sa mort. Ce concert a été dirigé par le gambiste Pere Ros.

## Œuvres
Raval est l'auteur de polyphonies religieuses, madrigaux et ricercares instrumentaux. L'œuvre de Raval n'a pas encore été le sujet d'une étude approfondie. La majeure partie de son œuvre attend une recherche musicologique.

### Œuvres religieuses
- Liber primus motectorum (« Premier livre de motets »), 5 voix (Rome, 1593).
- Lamentationes Hieremiae Prophetae (« Lamentations du prophète Jérémie »), 5 voix (Rome, 1594).
- Motecta selecta organo accomodata (« Motets choisis, adaptés pour l'orgue »), 3-8 voix, orgue (Palerme, 1600).

### Œuvres profanes
- Il Primo Libro de Madrigali, 5 voix (Venise 1593).
- Il Primo Libro di Canzonette, 4 voix (Venise 1593).
- Madrigali 3, 5, 8 voix (Rome 1595).
- Il Primo Libro di Ricercari (Palerme 1596).
- 2 Madrigaux in "Infidi Lumi" (Palerme 1603) (perdus)

## Éditions modernes
- Achile Falcone. Madrigali, Mottetti e Ricercari (contient des œuvres de Raval). Leo S. Olschki Editore (Florence, 2000)
- Sebastián Raval. 6 Canones (Il Primo Libro di Ricercari. Palerme 1596), Sociedad Española de Musicología, Madrid 1985.
- Sebastián Raval. Il Primo Libro di Ricercari a Quatro Voci Cantabili, per liuti, cimbali et viole d'arco, Palerme, 1596. Édition à la charge de Andrés Cea Galán. Patrimonio Musical Español, Fundación Caja Madrid (Madrid, 2008).
- Three ensemble ricercars in four parts from Il primo libro de canzonette, 1593 publié par Milton Swenson, Ottawa : Dovehouse Editions, 1981.

## Sources
- (es) Cet article est partiellement ou en totalité issu de l’article de Wikipédia en espagnol intitulé « Sebastián Raval » (voir la liste des auteurs).